# 조선민주주의인민공화국 사회안전성
사회안전성(社會安全省, 영어: Ministry of Social Security)은 조선민주주의인민공화국의 국무위원회에 소속된 기관이다. 해당 기관의 역할은 주로 주민 통제이다.

## 역사

인민보안성 시대의 문장

해당 기관은 김일성 생존시 '사회안전부(社會安全部)'라는 이름을 지니고 있었다. 하지만, 김일성 사망 이후 영내 사회혼란으로 인해 주민통제가 힘들어 지게 되었다. 결국 국가보위부가 대신 통제에 나서면서 사회안전부의 역할이 적어졌고, 1998년 '사회안전성(社會安全省)'으로 명칭을 변경했다.
사회안전성은 이후 김정일이 일으킨 심화조 사건의 주 역할을 수행하였다. 그렇지만, 사건이 조작적이라는 사실이 나타나자 김정일은 당시 사회안정성 정치부장 최문덕에게 모든 책임을 넘겨준다. 이는 사회안전성의 권위는 악화시켰다.
2000년에는 인민보안성으로 명칭이 바뀌었다. 그리고 최근 2010년에는 인민보안부(人民保安部)로 명칭이 변경되었다가, 2016년에 다시 인민보안성으로 환원되었다.
2020년 5월 인민보안성에서 조선민주주의인민공화국 사회안전성으로 환원되었다.

## 역대 상, 부상

### 역대 사회안전상
- 방학세 : 1951년 ~ 1952년
- 석산 : 1962년 ~ 1969년
- 김병하 : 1969년 ~ 1973년
- 리진수 : 1973년 ~ 1976년
- 최원익 : 1976년 ~ 1980년
- 리진수 : 1980년 ~ 1984년
- 리철봉 : 1984년 6월 ~ 1986년
- 백학림 : 1986년 ~ 2003년
- 최룡수 : 2003년 ~ 2004년
- 주상성 : 2004년 ~ 2011년
- 리명수 : 2011년 ~ 2013년 2월
- 최부일 : 2013년 2월 ~ 2019년 12월
- 김정호 : 2019년 12월 ~ 2020년 9월
- 리영길 : 2020년 9월 ~ 2021년 6월
- 김정호 : 2021년 6월 ~ 2021년 9월
- 장정남 : 2021년 9월 ~ 2021년 12월
- 리태섭 : 2021년 12월 ~ 2022년 6월
- 박수일 : 2022년 6월 ~ 2022년 12월
- 리태섭 : 2022년 12월 ~ 현재

### 역대 부상
- 백학림 1970.03 ~ 1972.12
- 백학림 1973.04 ~ 1978.08, 부부장
- 강영호(姜永浩) 1998.01 ~ 1998.09, 부부장
- 강영호(姜永浩) 1998.09 ~ 2000.04

## 조직[2]
- 보위부

### 정치국
| - 간부부 - 청년사업부 - 근로단체부 | - 당원등록과 - 당생활지도과 - 적위대사업부 |

| - 김일성사상연구실 - 선물사적관 - 미술창작과 - 문예창작과 | - 도서실 - 출판물보급실 - 김정일화온실 |

### 참모장
| - 감찰국 - 수사국 - 작전국 - 예심국 - 교화국 - 호안국 - 경비훈련국 | - 통신국 - 병기국 - 재정국 - 후방국 - 건설국 - 자재관리국 - 금광관리국 | - 1처(외사처) - 2처(교육처) - 3처(운수처) - 4처(군의처) - 5처(반항공처) - 6처(경리처) - 11처(상표인쇄처) | - 철도보안국 - 전자계산기연구소 - 답사관리국 - 기요연락소 - 검찰소 - 7총국(공병총국) - 8총국(도로총국) | - 국토총국 - 지하철도관리국 - 116기동대 - 경비중대 - 병원 - 압록강체육단 - 도·직할시 보안국 |

#### 중앙기관보안부
- 인민위원회보안부
- 외교부보안부
- 대사관보안부
- 과학원보안부
- 내각보안부
- 종합대학보안부

## 계급
| 계급                | 견장 |
| ------------------- | ---- |
| 대장 (大將)         |      |
| 상장 (上將)         |      |
| 중장 (中將)         |      |
| 소장 (少將)         |      |
| 대좌 (大佐)         |      |
| 상좌 (上佐)         |      |
| 중좌 (中佐)         |      |
| 소좌 (少佐)         |      |
| 대위 (大尉)         |      |
| 상위 (上尉)         |      |
| 중위 (中尉)         |      |
| 소위 (少尉)         |      |
| 특무상사 (特務上士) |      |
| 상사 (上士)         |      |
| 중사 (中士)         |      |
| 하사 (下士)         |      |
| 상급병사 (上級兵士) |      |
| 중급병사 (中級兵士) |      |
| 하급병사 (下級兵士) |      |
| 초급병사 (-級兵士)  |      |

## 같이 보기
- 사회안전군
- 조선민주주의인민공화국의 경찰
- 조선민주주의인민공화국의 소방
- 조선민주주의인민공화국 내무성